# Pot met drie oren

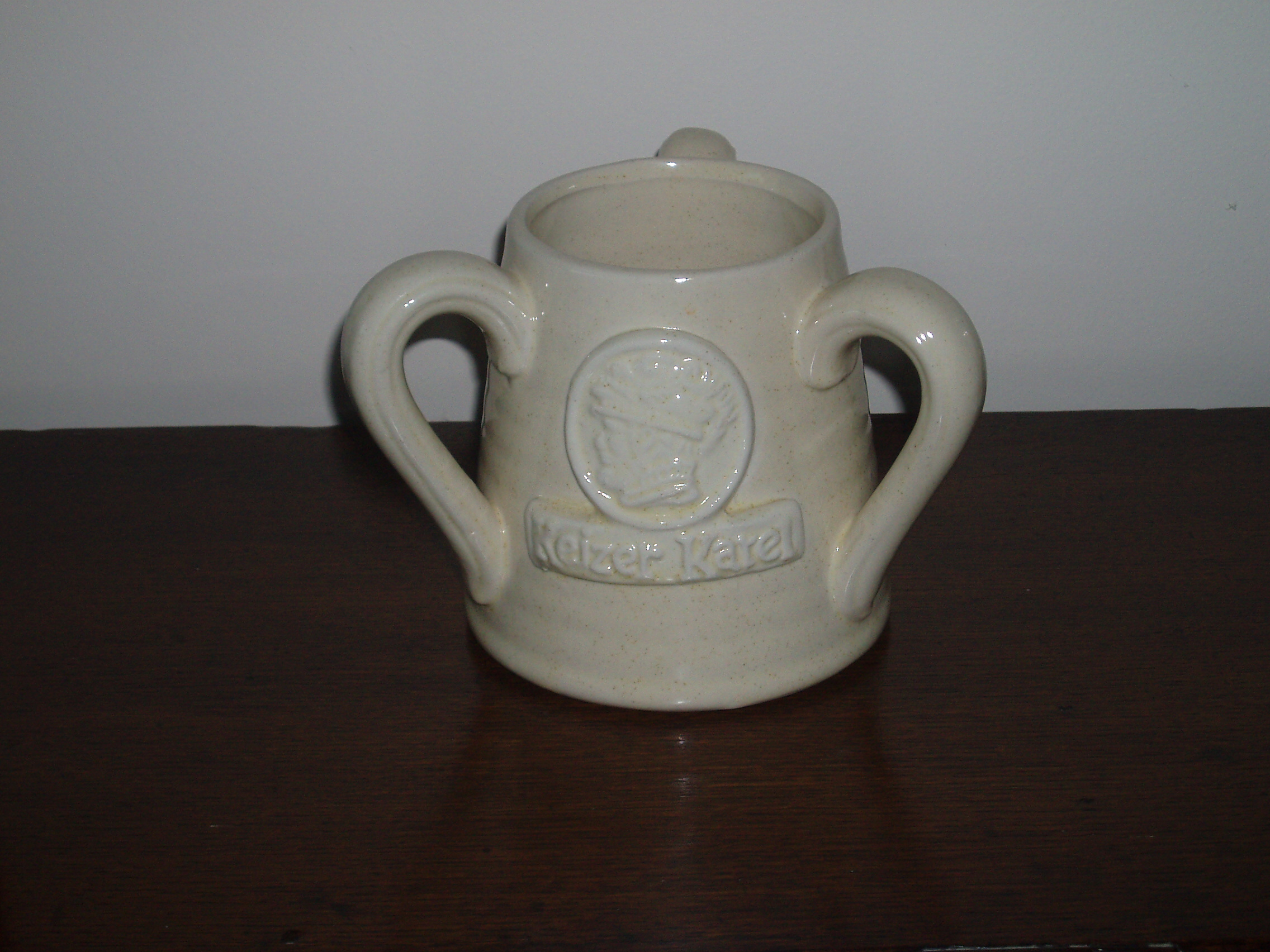
Pot van Olen. Hedendaagse versie, gemaakt voor het bier Keizer Karel

De Pot met drie oren is een overgeleverde sage die onder meer over Olen en Walcourt wordt verteld. Het internationaal verteltype is AaTh 1327* en het vertelmotief (en) J2665.1 (The Cup with Two and Three Handles).

## De sage
Er bestaat een aantal varianten van het verhaal. De meest algemene versie gaat als volgt: Keizer Karel zou Olen bezoeken. De boeren van Olen waren gewend om bier te drinken uit potten zonder oor. Om de keizer eer te bewijzen, en om aan te tonen dat ze ook over fijne manieren beschikten als dat moest, besloten ze om voor hem een pot met een oor te maken. Toen de vorst echter het dorp bezocht nam de waard (in sommige versies de waardin) de pot bij het oor en reikte hem zo aan de keizer aan. Daardoor kon de vorst de pot niet bij het oor vastnemen.
De eerstvolgende keer dat keizer Karel Olen bezocht, hadden de dorpsbewoners twee oren aan de pot bevestigd. De waard speelde het echter klaar om de pot met beide handen vast te houden, zodat de keizer opnieuw de pot niet bij een van de oren kon vastnemen. Toen de keizer Olen voor de derde keer bezocht, hadden de Olenaars voor hem een pot met drie oren gemaakt, om alle problemen te vermijden. De waard bood deze pot echter aan terwijl een van de oren naar zijn buik gericht was zodat andermaal de keizer het ding niet kon aannemen.
In sommige versies van het verhaal beval de keizer hierop dat er een pot met vier oren moest worden gemaakt. 

## Bewerkingen
- Op het 16de-eeuwse schilderij "Boerendans" van Pieter Bruegel de Oude staat een man afgebeeld met een kruik met drie oren in de hand. Op de grond, vlak bij de voeten van het dansende boerenkoppel, ligt het afgebroken oor van deze kruik.
- Het Suske en Wiske-verhaal De pottenproever speelt zich af in Olen. De pot met drie oren speelt een belangrijke rol, maar ook onderdelen uit andere volksverhalen over Olenaren komen voorbij.
- Op de markt te Olen staat een sculptuur van de potten. In het verhaal De pottenproever fotograferen Suske en Wiske onder andere deze sculptuur.
- In de inkomhal van het gemeentehuis van Olen hangt de pentekening 'de blijde intrede van Keizer Karel' van Jan Lievens met allerlei Olense legendes.